# Gia Carides

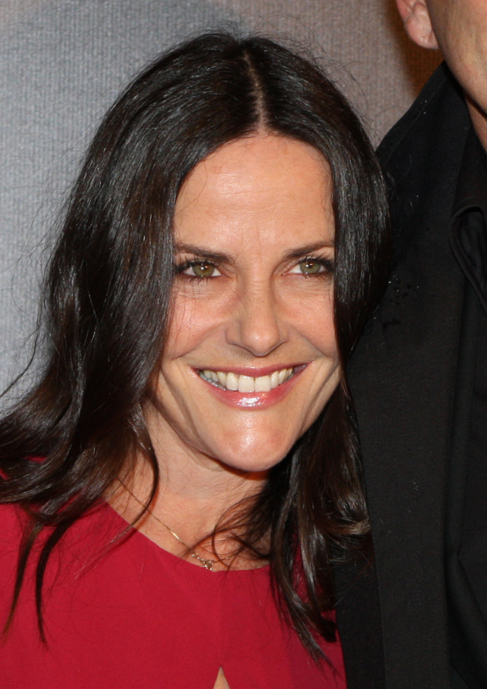
Gia Carides

Gia Carides (* 7. Juni 1964 in Sydney) ist eine australische Schauspielerin.

## Leben
Carides wurde 1964 als Tochter eines griechischen Vaters und einer britischen Mutter geboren und stand mit 12 Jahren zum ersten Mal vor der Kamera. Neben ihren Rollen in australischen und amerikanischen Filmen ist sie auch in verschiedenen Fernsehserien zu sehen. Bereits zweimal war sie für den AFI Award nominiert.
Gia Carides war seit 1998 mit dem australischen Schauspieler Anthony LaPaglia verheiratet, seit 2016 sind sie geschieden. Sie haben eine gemeinsame Tochter.
Carides’ ältere Schwester Zoe ist ebenfalls Schauspielerin.

## Filmografie (Auswahl)
- 1986: Outback – Flucht in die Wüste (Backlash)
- 1992: Strictly Ballroom – Die gegen alle Regeln tanzen (Strictly Ballroom)
- 1995: Bad Company (Bad Company)
- 1996: Netz aus Lügen (Brilliant Lies)
- 1997: Mit aller Macht (Primary Colors)
- 1998: Letters from a Killer (Letters From a Killer)
- 1999: Austin Powers – Spion in geheimer Missionarsstellung (Austin Powers: The Spy Who Shagged me)
- 2002: My Big Fat Greek Wedding – Hochzeit auf griechisch (My Big Fat Greek Wedding)
- 2005: Das Traum-Date (One Last Thing…)
- 2006: Rebell in Turnschuhen (Stick It)
- 2008–2009: East of Everything (Fernsehserie, 10 Folgen)
- 2009: Year One – Aller Anfang ist schwer (Year One)
- 2011: Small Time Gangster (Fernsehserie, 8 Folgen)
- 2011: Burning Man
- 2012: Annie and the Gypsy
- 2015: This Isn’t Funny
- 2016: My Big Fat Greek Wedding 2
- 2016: Joe Cinque’s Consolation
- 2017–2019: Big Little Lies (TV-Miniserie, 9 Folgen)
- 2017: Twin Peaks (Fernsehserie, 1 Folge)
- 2020: Beflügelt – Ein Vogel namens Penguin Bloom (Penguin Bloom)
- 2023: My Big Fat Greek Wedding – Familientreffen (My Big Fat Greek Wedding 3)

## Nominierungen
AFI Award
- Strictly Ballroom – Die gegen alle Regeln tanzen als beste Nebendarstellerin
- Netz aus Lügen als beste Hauptdarstellerin